# Le Locle
Le Locle és un municipi suís del cantó de Neuchâtel, cap del districte de Le Locle.

## Fills il·lustres
- Claude François Thomas Sandoz (1756-1804), militar.